# 백희가 돌아왔다
《백희가 돌아왔다》는 2016년 6월 6일부터 14일까지 방영된 KBS 월화 드라마다. 《동네변호사 조들호》의 후속작인 《뷰티풀 마인드》의 제작이 늦어진 관계로 월화드라마의 편성 공백을 메우기 위해, 우선 편성되었다.
이 드라마는 4부작인 만큼 빠른 전개로 등장인물들의 설득력 있는 관계성과 모녀간의 가슴 뭉클한 이야기를 담아내며 첫 방송 이후 뜨거운 반응을 얻기 시작하며 마지막 회에서는 10.4%(닐슨 코리아 전국 기준)의 시청률을 기록하였다.
또한 월화드라마 《완벽한 아내》의 후속작인 《쌈 마이웨이》의 첫 방송이 미루어지면서 2017년 5월 15일부터 16일까지 4부작을 2부작으로 압축한 특별판을 방영하였다.

## 줄거리
과거 스칼렛 오하라라 불리던 양백희가 신분 세탁 후 18년 만에 고향인 섬월도에 돌아오면서 벌어지는 이야기를 코믹하게 그린 가족극.

## 등장인물

### 주요 인물
- 강예원: 양백희(36세) 역 - 개명 양소희, 자연요리 연구가
- 진지희: 신옥희/우옥희 (18세) 역 -범룡 , 백희의 딸
- 김성오: 우범룡(36세) 역 - 동네 청년회장, 섬투어 여객선장, 옥희의  생부
- 최대철: 차종명(37세) 역 - 자칭 백희의 첫 번째 남자
- 인교진: 홍두식(36세) 역 - 장미의 남편, 보름의 아빠

### 주변 인물
- 최필립: 신기준(36세) 역 - 백희의 남편, 옥희의 새아빠
- 김현숙: 황장미(36세) 역 - 두식의 아내, 보름의 엄마
- 유해정: 홍보름(17세) 역 - 두식과 장미의 큰딸, 옥희와 같은 반 친구
- 조양자: 점례 역 - 범룡의 엄마

### 그 외
- 이용녀: 할머니 역 - 범룡의 섬투어 여객선을 자주 이용하는 승객, 삼신 할머니
- 한태일: 동네 주민 할아버지 역
- 남정희: 동네 주민 할머니 역
- 조련: 동네 주민 아주머니 역
- 김정영: 두식의 누나 역
- 박영수: 정씨 - 족발집 사장.
- 조문희
- 홍경연: 슈퍼 주인 역
- 전배수: 교사 역 - 촌에서 불량서클이 18년을 가냐고 한탄함.
- 인성호: 경찰 역
- 김인경: 남주리 역 - 백희파 일진 멤버
- 송영주
- 안지혜
- 최교식: 택시기사 역
- 권태권
- 오정원
- 홍승휘: 슈퍼 집 아들 역
- 오기환
- 조미녀: 최명선 역 - 백희파 일진 멤버
- 유민주
- 이재욱: 이발사 역
- 홍기준
- 서진원
- 김현: 이웃아줌마 역
- 정강희

## 시청률
최저 시청률과 최고 시청률은 시청률 조사회사와 지역별로 시청률에 차이가 있을 수 있습니다.

### 본 방송
| 2016년      | 2016년      | 2016년          | 2016년         | 2016년       | 2016년         | 2016년       |
| 회차        | 방송일      | 부제            | TNmS 시청률    | TNmS 시청률  | AGB 시청률     | AGB 시청률   |
| 회차        | 방송일      | 부제            | 대한민국(전국) | 서울(수도권) | 대한민국(전국) | 서울(수도권) |
| ----------- | ----------- | --------------- | -------------- | ------------ | -------------- | ------------ |
| 제1화       | 6월 6일     | 컴백 스페샬     | 8.8%           | 9.6%         | 9.4%           | 9.9%         |
| 제2화       | 6월 7일     | 父좌의 게임     | 7.8%           | 8.1%         | 9.0%           | 10.1%        |
| 제3화       | 6월 13일    | 양.아.치        | 7.8%           | 8.7%         | 10.0%          | 10.6%        |
| 제4화       | 6월 14일    | 백희가 돌아왔다 | 9.1%           | 9.3%         | 10.4%          | 11.6%        |
| 평균 시청률 | 평균 시청률 | 평균 시청률     | 8.4%           | 8.9%         | 9.7%           | 10.6%        |

### 특별판
| 2017년 | 2017년   | 2017년        | 2017년         | 2017년       | 2017년         | 2017년       |
| 회차   | 방송일   | 부제          | TNmS 시청률    | TNmS 시청률  | AGB 시청률     | AGB 시청률   |
| 회차   | 방송일   | 부제          | 대한민국(전국) | 서울(수도권) | 대한민국(전국) | 서울(수도권) |
| ------ | -------- | ------------- | -------------- | ------------ | -------------- | ------------ |
| 제1화  | 5월 15일 | 컴백 스페샬   | 3.2%           | -            | 3.3%           | -            |
| 제2화  | 5월 16일 | 베키파 포에버 | 2.6%           | -            | 2.9%           | -            |

## 수상 경력
- 2016년 KBS 연기대상 연작 · 단막극상 강예원
- 2016년 KBS 연기대상 연작 · 단막극상 김성오

## 동시간대 드라마
- MBC 월화드라마
  - 몬스터(2016년 3월 28일~2016년 9월 20일)
  - 역적: 백성을 훔친 도적(2017년 1월 30일~2017년 5월 16일)
- SBS 월화드라마
  - 대박(2016년 3월 28일~2016년 6월 14일
  - 귓속말(2017년 3월 27일~2017년 5월 23일

## 같이 보기
- 대한민국의 텔레비전 드라마 목록 (ㅂ)
- 2016년 대한민국의 텔레비전 드라마 목록
- 2017년 대한민국의 텔레비전 드라마 목록